# Isabella Orsini
Pour les articles homonymes, voir Orsini.
Isabella OrsinI (connue également sous le nom d'Isabella de Ligne La Tremoille après son mariage) né à Pérouse le 2 décembre 1974),est une actrice italienne.

## Biographie
Isabella Orsini est la fille de Mario Orsini, un greffier, et de Lolita Rossi, une propriétaire de galerie d'art.

## Vie privée
L'actrice italienne a épousé, civilement le mercredi 2 septembre 2009, et religieusement le samedi 5 septembre 2009, le prince Édouard Lamoral Rodolphe de Ligne de La Trémoille (né en 1976), dans la commune hennuyère d'Antoing, en Belgique. Son témoin de mariage était Violante Placido. Le 12 mai 2010 est né le premier enfant du couple princier, la princesse Althéa Isabella Sophie de Ligne-La Trémoïlle, à la clinique privée Villa Mafalda de Rome. Le 9 mai 2014 est née la princesse Athénais Allegra Isabella de Ligne-La Trémoïlle à l'hôpital américain de Paris. Le 10 janvier 2019 est né le prince Antoine, Tau, Edouard, Adrien de Ligne-La Tremoille aussi à l'hôpital américain de Paris.

## Filmographie

### Cinéma
- 1998 : Bagnomaria, réalisé par Giorgio Panariello.
- 2002 : Apri gli occhi e... sogna, réalisé par Rosario Errico, dans le rôle de  Cinzia.
- 2002 : Velocità massima, réalisé par Daniele Vicari.
- 2003 : Souviens-toi de moi (Ricordati di me), réalisé par Gabriele Muccino, dans le rôle de Lucia.
- 2003 : Modena Modena, sujet, scénario et réalisé par Daniele Malavolta - Opera prima[4].
- 2004 : Intrigo a Cuba, réalisé par Riccardo Leoni.
- 2004 : Zorba Il Buddha, réalisé par Lakshen Sucameli, dans le rôle de : Niko.
- 2012 : 11 settembre 1683 (aussi The Day of the Siege: September Eleven 1683) de Renzo Martinelli : Leila (comme Isabella Orsini).
- 2013 : Victor Young Perez, réalisé par Jacques Ouaniche.

### Télévision
- 2002 : Il bello delle donne 2, réalisé par Gianni Dalla Porta, Luigi Parisi, Maurizio Ponzi e Giovanni Soldati - Série télévisée - Canale 5.
- 2003 : Il bello delle donne 3, réalisé par Maurizio Ponzi e Luigi Parisi - Série télévisée - Canale 5.
- 2003 : La palestra, réalisé par Pier Francesco Pingitore - Minisérie télévisée - Canale 5.
- 2004 : Luisa Sanfelice, réalisé par fratelli  Taviani - Minisérie télévisée - Rai Uno.
- 2005 : Imperia, la grande cortigiana, réalisé par Pier Francesco Pingitore - Film TV - Canale 5.
- 2005 : Caterina e le sue figlie, réalisé par Fabio Jephcott - Minisérie télévisée - Canale 5.
- 2007 : L'onore e il rispetto, réalisé par Salvatore Samperi - Minisérie télévisée - Canale 5.
- 2008 : Il sangue e la rosa, réalisé par Salvatore Samperi, Luigi Parisi et Luciano Odorisio - Minisérie télévisée - Canale 5.

### Court-métrage
- Tre bicchieri di cristallo, réalisé par Alessandro Mistichelli - Prix de la Meilleure Actrice.
- De Pinga, réalisé par Simonluca Sacco - avec Jonathan Borgogelli Braun.